# Blândești
Blândești est une commune du județ de Botoșani en Roumanie.